# Чжан Кэсинь
Чжан Кэси́нь (кит. упр. 张可欣, пиньинь Zhāng Kěxīn; род. 17 октября 1995, Харбин) — китайская фигуристка, выступавшая в одиночном катании. Чемпионка Китая (2014) и участница Олимпийских игр (2014).

## Карьера
Чжан увлеклась фигурным катанием в возрасте пяти лет. В двенадцать лет стала седьмой на взрослом чемпионате Китая. После чего в группе с ещё двумя фигуристками была направлена в США, где на протяжении года проходила подготовку под руководством Ли Минчжу. По возвращении тренировалась в Пекине. Её основным наставником была Бао Ли, а иногда консультировалась с Ли Чэнцзяном, который давал советы по прыжкам и уделял особое внимание упражнениям вне льда.
В период с 2009 по 2010 год выступала на турнирах юниорского Гран-при. Показывала преимущественно скромные результаты, но на одном из этапов серии, проходившем в Японии, завоевала бронзовую медаль. В 2011 году перешла во взрослые. Привлекла к себе внимание на Гран-при Китая, когда уверенно откатала программы и финишировала четвёртой, вслед за россиянкой Аделиной Сотниковой. Чжан продемонстрировала владение всеми прыжками в три оборота, а также каскадом из двух тройных тулупов.
Портал Golden Skate назвал Чжан одним из самых больших сюрпризов чемпионата четырёх континентов 2012. Шестнадцатилетняя дебютантка соревнований в коротком прокате расположилась на пятом промежуточном месте среди тридцати участниц. За произвольную программу она получила рекордные для себя баллы, и сохранила пятую позицию в итогом протоколе.
Благодаря успешному выступлению на четырёх континентах она получила единственное место в сборной на чемпионат мира 2012 года, к которому Китай подходил с одной квотой в женском одиночном катании. В первый день чемпионата мира Чжан чисто сделала все прыжки и другие элементы, заслужив от судей третью оценку по технике, но уступила конкуренткам в оценке за общее впечатление. По результатам двух сегментов набрала седьмую сумму баллов, тем самым заработала для сборной вторую квоту на следующий чемпионат.
Перед чемпионатом четырёх континентов 2013 фигуристка пропустила ряд турниров, в связи с травмой колена, а позже стопы. В короткой программе она успешно выполнила прыжковую часть, все вращения были исполнены на максимальный уровень. Но из-за ошибок в произвольной она опустилась с шестого на десятое место. На чемпионате мира, на который заработала дополнительную квоту и выступила вместе с Ли Цзыцзюнь, ошиблась в обеих программах и стала лишь двадцать третьей.
В сезоне 2013/2014 выиграла чемпионат Китая, и в статусе чемпионки страны отправилась на Олимпийские игры в Сочи. Сперва выступила в командном турнире, принеся сборной четыре очка из десяти возможных. В личном турнире заняла пятнадцатое место. Олимпиада стала последним стартом в её карьере. После ухода из соревновательного спорта она окончила Пекинский спортивный университет. В 2015 году переехала в Циндао, где начала работать в качестве тренера по фигурному катанию.

## Техника
Тренер Ли Минчжу отмечала, что Чжан хорошо физически развита, благодаря этому её прыжки мощные и пролётные. Она набирала высокие баллы за технические элементы, но проигрывала по общему впечатлению. Чжан замкнута в жизни и на льду, что мешало ей выразительно и артистично катать программы. Фирменным элементом, который она исполняла на соревнованиях, считался каскад тройной тулуп—тройной тулуп.

## Результаты
| Соревнования                 | 07/08         | 08/09         | 09/10         | 10/11         | 11/12         | 12/13         | 13/14         |
| Международные                | Международные | Международные | Международные | Международные | Международные | Международные | Международные |
| ---------------------------- | ------------- | ------------- | ------------- | ------------- | ------------- | ------------- | ------------- |
| Олимпиада — личный турнир    |               |               |               |               |               |               | 15            |
| Олимпиада — командный турнир |               |               |               |               |               |               | 7             |
| Чемпионат мира               |               |               |               |               | 7             | 23            |               |
| Четыре континента            |               |               |               |               | 5             | 10            | 11            |
| Asian Open Trophy            |               |               |               |               |               |               | 2             |
| World Team Trophy            |               |               |               |               |               | 5             |               |
| Гран-при Китая               |               |               |               |               | 4             |               | 8             |
| Азиатские игры               |               |               |               | 4             |               |               |               |
| Международные среди юниоров  |               |               |               |               |               |               |               |
| Гран-при Японии              |               |               |               | 3             |               |               |               |
| Гран-при Германии            |               |               | 17            | 11            |               |               |               |
| Гран-при Белоруссии          |               |               | 7             |               |               |               |               |
| Национальные                 |               |               |               |               |               |               |               |
| Чемпионат Китая              | 7             |               | 5             |               | 3             |               | 1             |
| Спартакиада народов КНР      |               | 6             |               |               | 2             |               |               |